# Ski de fond aux Jeux paralympiques
Le ski  de fond aux Jeux paralympiques ,, est une épreuve paralympique, qui est un dérivé du ski nordique. Avec le Biathlon, c'est la seule discipline olympique au programme (pas de saut à ski ni de combiné nordique).
Il existe trois catégories d'handicaps : debout (amputé), malvoyant et assis (paralysé). Il a existé au cours des précédentes olympiades de multiples épreuves pour différencier le niveau d'handicaps mais depuis 2006, un système de compensation permet d'unifier les épreuves. Les skieurs aveugles sont accompagnés par un guide
Les Jeux de Nagano en 1998 ont été les seuls à intégrer des athlètes avec une déficience intellectuelle.